# العبيدية (بيت لحم)
العبيدية  بلدة فلسطينية في الضفة الغربية في محافظة بيت لحم. تقع إلى الشمال الشرقي من مدينة بيت لحم. وقعت تحت الاحتلال الإسرائيلي بعد حرب 1967 ، فازت حركة حماس في أغلبية مقاعد البلدية في انتخابات عام 2005.

## تاريخ
تعود تسمية العبيدية بهذا الاسم إلى جدّهم ابن عبيد وأُصولهم من قبائل شمر التي نزحت عن منطقة حائل في الجزيرة العربية،[بحاجة لمصدر] تقع البلدة جنوب شرقي القدس، وتصل أراضيها إلى البحر الميت، يحدّها من الشمال السواحرة الشرقية ومن الشرق البحر الميت ولذلك فإن مناخها غالبًا ما يكون صحراويًا جافاً.

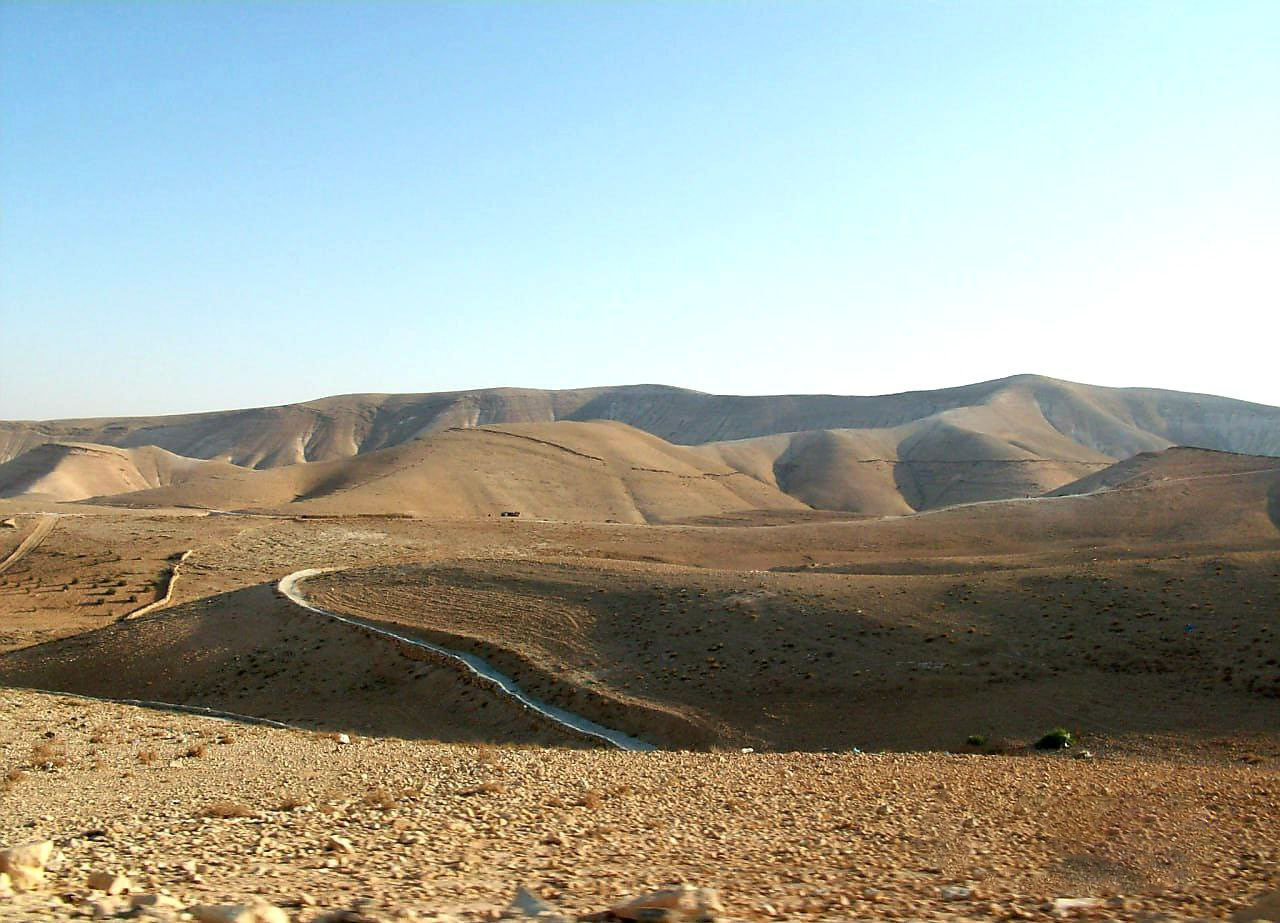
بعض الأراضي الصحراوية الجافة في منطقة العبيدية في فلسطين

يبلغ عدد سكان العبيدية ما يقارب 18ألف نسمة أو أكثر وهناك حوالي 20 ألف خارج البلدة وفي الأردن ويمتد توزعهم على مساحات واسعة من الأرض تُقارب 90 ألف دونم، وهذه المساحة الكبيرة لبلدة العبيدية هي التي زادت من مساحة بيت لحم عمومًا وأكبر من مساحة بيت جالا وبيت ساحور وذلك حيث أن بلدة العبيدية هي إحدى المدن القلائل في الضفة التي تخلو من المستوطنات تماماً، وفي البلدة أكثر من عشرة مساجد وأكثر من عشرة مدارس، وفيها العديد من المؤسسات الخدماتية منها: بلدية العبيدية، نادي شباب العبيدية، جمعية العبيدية الزراعية والجمعية الخيرية للتنمية والتطوير، وفيها أيضاً عدد من الآثار والأديرة القديمة منها دير مار سابا الذي بناه القديس سابا، ويُقال بأنّ المسيح قد وُلد فيه ويعود عمر الدير الي 1500 سنة تقريبًا ويأتيه السوّاح من جميع أنحاء العالم، وهناك أيضًا دير ابن عبيد والذي يعود عُمره لحوالي 1600 سنة والذي تخرّج منه صفرونيوس بطريرك القدس الذي سلّم مفاتيح القدس لأمير المؤمنين عمر بن الخطّاب.

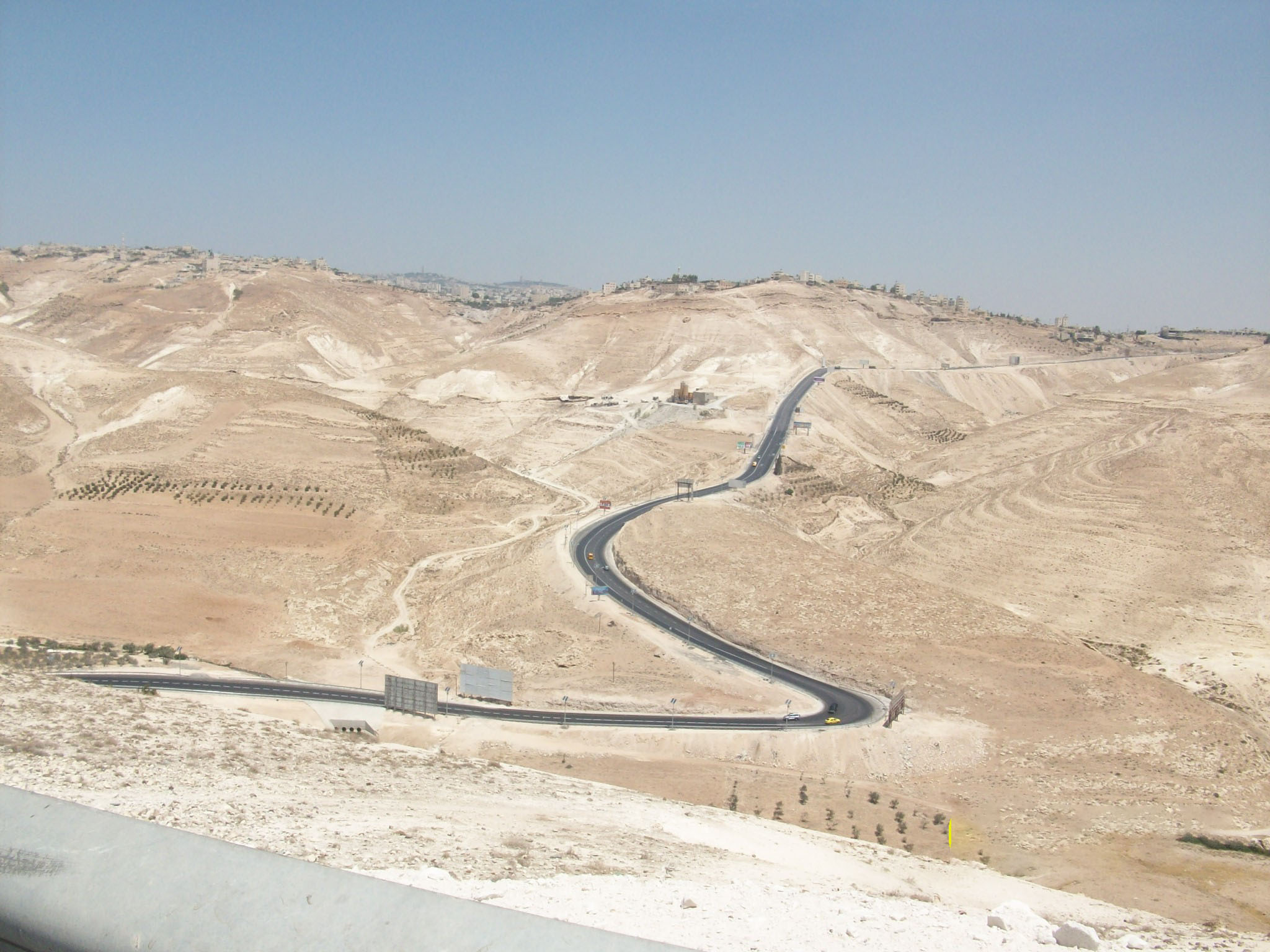
طريق وادي النار الذي يمر جزء منه في العبيدية

يمر من شمال البلدة وادٍ يُسمّى وادي النار وهو يشتهر بمنعطفاته الحادّة وسيل مجاريه السيّئة، ويمر فيها أيضًا الشارع الرئيسي الذي يربط شمال الضفة بجنوبها يوجد في البلدة العديد من الحمولات:العصا و تنقسم إلى:أبو علي، صافي، خليفة، عودة الله، سعادة، إشتيوي وغيرها. والردايدة تنقسم إلى عائلات صباح، العساسوة، الشنايطة، المناصرة، أبو خليل، مناطق راس الواد، ردايدة منطقة المقبرة، المصري، أبو سرحان، الحساسنة والربايعة.
يوجد في العبيدية العديد من الأماكن الدينية والأثرية مثل: دير مار سابا، دير ابن عبيد وبئر الِفتَل، وتمّ اكتشاف نفق مائي يعود للعهد الروماني فيها يبلغ طوله 42 متر.

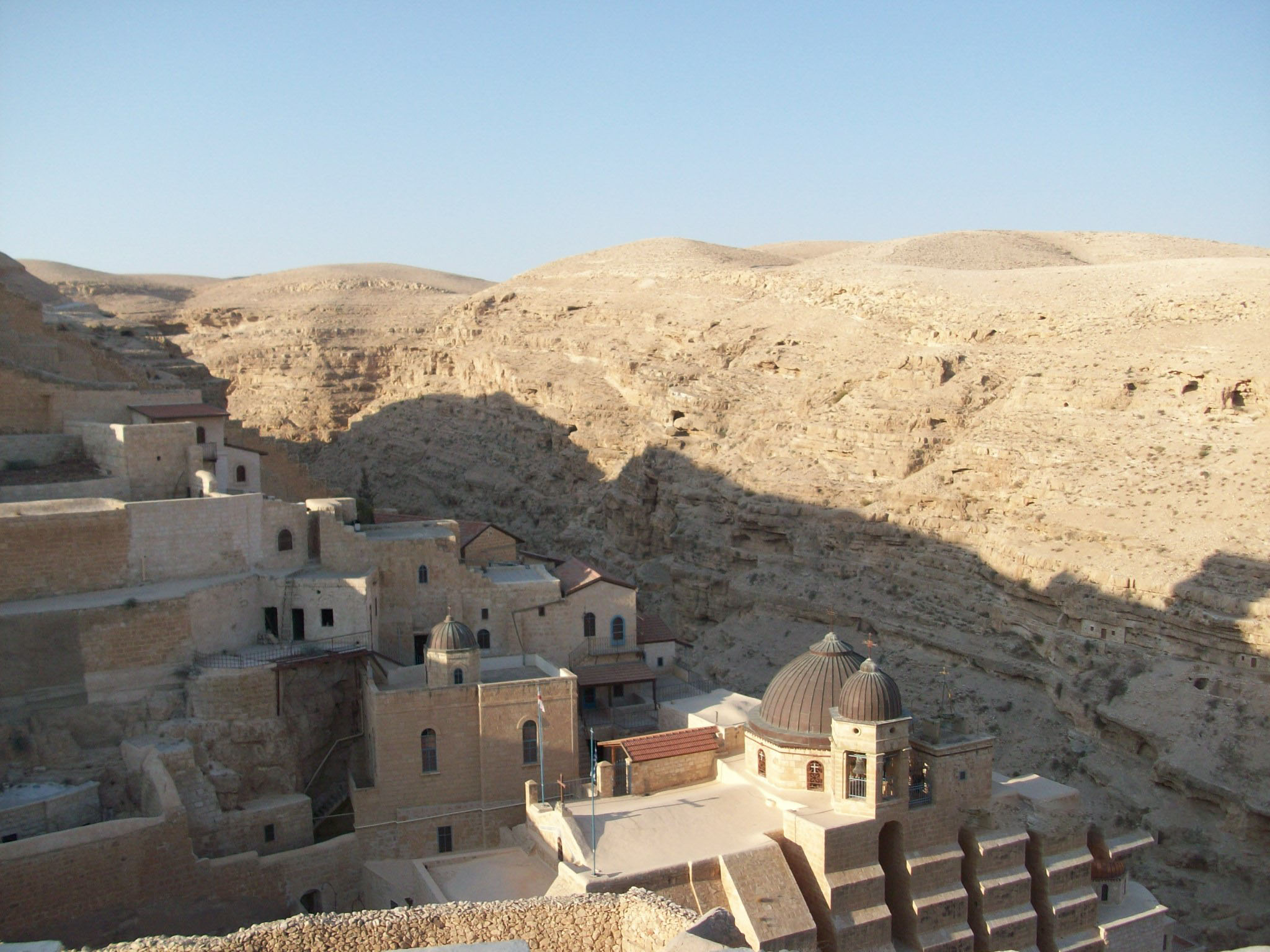
دير مار سابا من أهم المعالم في العبيدية